# O tempo revelando a verdade
O tempo revelando a verdade é uma pintura, um óleo sobre tela, produzida pelo artista italiano Giovanni Battista Tiepolo entre 1745 e 1750, provavelmente sob encomenda de Giovanni Girolamo Orti. A obra retrata a figura do tempo, sobre uma carruagem, descobrindo o corpo de uma figura feminina que representa a verdade. Além disso, há também o amor, retratado na forma de um cupido que aparece com suas flechas jogadas ao chão, simbolizando que o amor torna-se impotente perante o tempo.
A obra permaneceu em Verona até o século XIX, quando então foi transferida para Paris e revendida várias vezes, até ser comprada por Rudolph Heinemann em 1960, que a levou para Nova York. Em 1961, foi vendida para o Museu de Belas Artes de Boston, onde a obra permanece atualmente.